# Robert de Clari
Robert de Clari (hay Cléry, tên gọi hiện nay của nơi này, nằm trên xã Pernois) (khoảng 1170 – khoảng 1216) là một hiệp sĩ xuất thân từ vùng Picardie. Ông từng tham gia vào cuộc Thập tự chinh thứ tư với lãnh chúa của mình là Bá tước Pierre xứ Amiens, cùng người anh trai Aleaumes de Clari, và để lại cho đời một cuốn biên niên sử ghi chép các sự kiện viết bằng tiếng Pháp cổ. Tài liệu của Robert về cuộc thập tự chinh đặc biệt có giá trị vì được viết dưới thân phận của một chư hầu cấp thấp; hầu hết các tài liệu của những chứng nhân đương thời đều từ giới lãnh đạo Thập tự quân, chẳng hạn như quý tộc giống trường hợp của Villehardouin. Những mô tả của Robert thường làm sáng tỏ một số hoạt động của Thập tự quân mà các nguồn tư liệu của giới quý tộc che đậy.

## Anh traiAleaumes
Anh trai của Robert, Aleaumes, là một giáo sĩ vũ trang vang danh trong cuộc bao vây cuối cùng của thành Constantinopolis, khi vị hoàng đế tiếm ngôi Alexios V "Murzuphlus" Doukas bị Thập tự quân đánh đuổi. Robert còn thêm vào trong bộ biên niên sử của ông lời kể sơ lược về sự dũng cảm quá đỗi liều lĩnh của anh trai mình trong suốt lần đánh chiếm thành phố cuối cùng, khi Aleaumes là người đầu tiên leo lên được mặt thành, và sau đó có đề cập đến một tranh chấp liên quan đến việc phân chia số chiến lợi phẩm mà Aleaumes xứng đáng được thưởng. Một trong những nhà lãnh đạo quý tộc nổi bật của Thập tự quân là Bá tước Hugh xứ Saint-Pol, đã đánh giá cao công lao của Aleaumes.

## Khăn liệm Torino
Robert có thể là một trong số ít nhân chứng cho Khăn liệm Torino tước năm 1358. Ông kể lại rằng (1203) tấm vải này nằm tại thành Constantinopolis, bên trong nhà thờ Blachernae: "Ở nơi có tấm vải liệm mà Chúa của chúng ta đã được bọc trong đó vào thứ Sáu hàng tuần tự bay lên để ai cũng có thể thấy được hình ảnh Chúa của chúng ta trên đó." Các sử gia Madden và Queller đã miêu tả phần này trong tài liệu của Robert như là một lầm lẫn: Robert đã từng nhìn thấy hoặc nghe thấy về sudarium, khăn tay của Thánh Veronica (cũng có ý chứa đựng hình ảnh của Chúa Giê-su), và nhầm nó với vải liệm (sindon). Vì chẳng có lời nào nhắc đến "khăn liệm" này trong bất kỳ nguồn sử liệu nào, nhà sử học Andrea Nicolotti gợi ý rằng tài liệu của Robert đã lẫn lộn về phép lạ nổi tiếng xảy ra vào thứ Sáu hàng tuần trong nhà thờ Blachernae: cái gọi là "phép lạ thông thường", bao gồm sự nâng lên kỳ lạ của tấm vải trước tượng Đức Mẹ.

## Chinh phục Constantinopolis
Clari đã viết một cuốn sách về cuộc Thập tự chinh lần thứ tư theo sau cuộc thập tự chinh cho đến năm 1205. Clari, một hiệp sĩ nghèo, đã đưa ra quan điểm về cấp bậc và hồ sơ và mặc dù ông không có tư cách để thảo luận về giới lãnh đạo mà ông cung cấp những tin đồn về trận địa và thực tế của cuộc chiến. Clari xem người Đông La Mã như những kẻ xảo trá và có quan điểm thiên vị người Venezia.